# Sergi Picazo
Sergi Picazo Guillamot (Barcelona, 1980) es un periodista español y profesor asociado de Periodismo en la Universidad Autónoma de Barcelona. Actualmente es el jefe de redacción y socio fundador del nuevo medio digital Crític, especializado en periodismo de investigación y en análisis crítico de la realidad social y política de Cataluña. 
En el pasado ha trabajado como redactor de la sección de Política en el diario El Punt Avui. Aparte ha colaborado en otros proyectos periodísticos como el Anuario Mèdia.cat Los silencios mediáticos, desde 2012, junto a Roger Palà, y el Observatorio de la Cobertura de Conflictos, grupo de investigación sobre medios creado por académicos y estudiantes de periodismo en la UAB.
Miembro fundador del colectivo de periodistas Contrast, dedicado al periodismo social, por la paz y sobre derechos humanos.
Ha ganado en dos ocasiones el premio de periodismo solidario Memorial Joan Gomis, convocado por Justícia i Pau y la revista El Ciervo. En 2012, ganó como codirector del documental Líbano. Pacto de silencio, producido por las asociaciones Contrast y Fora de Quadre, dentro de la serie de reportajes Después de la Paz. Y en 2007, con un reportaje junto a la periodista y antropóloga Iolanda Parra sobre la cooperación internacional y las ONG en Nicaragua. El reportaje se tituló: "Nicaragua, el reino de las ONG"  Archivado el 30 de marzo de 2010 en Wayback Machine.
Durante el año 2010, fue colaborador free-lance como corresponsal político en París (Francia) -La 2 (programa cultural, 'Inquietos'), El Punt, Presència, Directa, COM Ràdio, Punto Radio-. Además, realizó un viaje por Argentina y Chile realizando reportajes para el diario vasco Berria.
Durante años ha colaborado en proyectos de periodismo crítico en Cataluña como las revistas de información alternativa Directa -actualmente- y El Triangle, y las ya desaparecidas Illacrua y Diari de la Pau. En el pasado, también ha trabajado en los diarios El Punt y Universal, en Ràdio 4-Radio Nacional de España, en la revista local barcelonesa Transversal y en la emisora municipal Radio Gràcia.

## Obra publicada
- PICAZO, Sergi (2008). La Indirecta. Una entrevista a l'esquerra. Editorial Virus. Barcelona. ISBN 978-84-96044-95-1
- FOSS, Clive (2007). Fidel Castro, colaboración en el epílogo, de PICAZO, Sergi. Editorial Swing. Madrid. ISBN 978-84-96746-04-6

- Datos: Q2842392